# Blepephaeopsis
Blepephaeopsis is een kevergeslacht uit de familie van de boktorren (Cerambycidae). De wetenschappelijke naam van het geslacht werd voor het eerst geldig gepubliceerd in 1938 door Breuning.

## Soorten
Blepephaeopsis omvat de volgende soorten:
- Blepephaeopsis nigrosparsus Breuning, 1938
- Blepephaeopsis vietnamensis Hayashi, 1992
- Blepephaeopsis yagii Hayashi, 1992